# Pârâul lui Coman
Pârâul lui Coman sau Valea lui Coman este un curs de apă, afluent-stânga al râului Dâmbovița. Se formează la confluența a două pâraie Valea Găinii și Valea Fiașului

## Hărți
- Harta Județul Argeș